# 冀村镇
冀村镇，是中华人民共和国山西省吕梁市汾阳市下辖的一个乡镇级行政单位。

## 行政区划
冀村镇下辖以下地区：
冀村、仁岩村、艾子村、城子村、唐兴庄村、古贤庄村、东河头村、南浦村、东马寨村、东遥庄村、东陈家庄村、大会头村、普堤庄村、东宋家庄村、西九枝社村、东九枝社村、李家庄村、东社村和富家庄村。